# San Jerónimo el Grande
San Jerónimo el Grande är en ort i Mexiko.   Den ligger i kommunen Ajuchitlán del Progreso och delstaten Guerrero, i den södra delen av landet, 200 km sydväst om huvudstaden Mexico City. San Jerónimo el Grande ligger 276 meter över havet och antalet invånare är 1 472.
Terrängen runt San Jerónimo el Grande är platt åt sydväst, men åt nordost är den kuperad. Runt San Jerónimo el Grande är det ganska glesbefolkat, med 48 invånare per kvadratkilometer. Närmaste större samhälle är Tlapehuala, 5,0 km nordväst om San Jerónimo el Grande. I omgivningarna runt San Jerónimo el Grande växer huvudsakligen savannskog.